# Vláda Jyrkiho Katainena

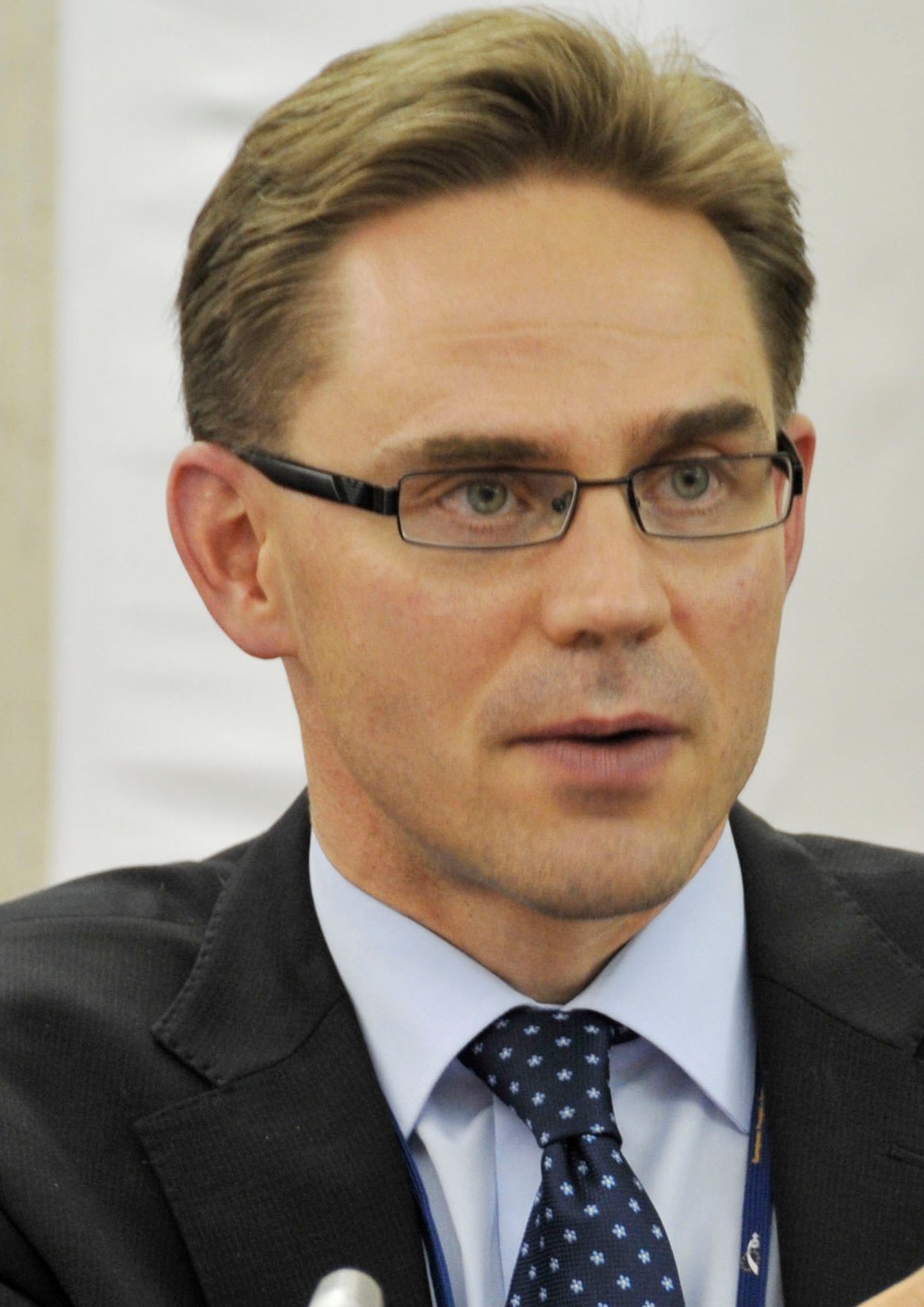
Předseda vlády Jyrki Katainen.

Vláda Jyrkiho Katainena byla vládou Finské republiky  mezi  22. červnem 2011 až  24. červnem 2014. Vznikla po volbách, které se uskutečnily 17. dubna stejného roku.
Vládu tvořila velká koalice středopravicové Národní koaliční strany, Sociálně demokratické strany Finska, Svazu levice, Zeleného svazu, Švédské lidové strany a Křesťanských demokratů a bylo v ní tak zastoupeno šest politických stran z celkových osmi, které se po volbách do parlamentu dostaly.

## Složení vlády
| Portfej                                               | Ministr                         | Strana | Strana                              | Nástup do úřadu | Odchod z úřadu  |
| ----------------------------------------------------- | ------------------------------- | ------ | ----------------------------------- | --------------- | --------------- |
| Předseda vlády                                        | Jyrki Katainen                  |        | Národní koaliční strana             | 22. června 2011 | 24. června 2014 |
| Ministryně financí                                    | Jutta Urpilainenová             |        | Sociálně demokratická strana Finska | 22. června 2011 | 24. června 2014 |
| Ministr zahraničních věcí                             | Erkki Tuomioja                  |        | Sociálně demokratická strana Finska | 22. června 2011 | 24. června 2014 |
| Ministryně veřejné správy a místní samosprávy         | Henna Virkkunenová              |        | Národní koaliční strana             | 22. června 2011 | 24. června 2014 |
| Ministr zahraničního obchodu a evropských záležitostí | Alexander Stubb                 |        | Národní koaliční strana             | 22. června 2011 | 24. června 2014 |
| Ministryně pro rozvoj                                 | Heidi Hautalaová                |        | bezp./Zelený svaz                   | 22. června 2011 | 24. června 2014 |
| Ministr obrany                                        | Stefan Wallin                   |        | Švédská lidová strana               | 22. června 2011 | 24. června 2014 |
| Ministryně vnitra                                     | Päivi Räsänenová                |        | Křesťanští demokraté                | 22. června 2011 | 24. června 2014 |
| Ministryně spravedlnosti                              | Anna-Maja Henrikssonová         |        | Švédská lidová strana               | 22. června 2011 | 24. června 2014 |
| Ministr zemědělství a lesnictví                       | Jari Koskinen                   |        | bezp./Národní koaliční strana       | 22. června 2011 | 24. června 2014 |
| Ministr ekonomických záležitostí                      | Jyri Häkämies                   |        | Národní koaliční strana             | 22. června 2011 | 24. června 2014 |
| Ministryně dopravy                                    | Merja Kyllönenová               |        | Svaz levice                         | 22. června 2011 | 24. června 2014 |
| Ministryně sociálních věcí a zdraví                   | Paula Risikková                 |        | Národní koaliční strana             | 22. června 2011 | 24. června 2014 |
| Ministryně zdravotní a sociální péče                  | Maria Guzeninaová-Richardsonová |        | Sociálně demokratická strana Finska | 22. června 2011 | 24. června 2014 |
| Ministr školství                                      | Jukka Gustafsson                |        | Sociálně demokratická strana Finska | 22. června 2011 | 24. června 2014 |
| Ministr kultury a sportu                              | Paavo Arhinmäki                 |        | Svaz levice                         | 22. června 2011 | 24. června 2014 |
| Ministr práce                                         | Lauri Ihalainen                 |        | Sociálně demokratická strana Finska | 22. června 2011 | 24. června 2014 |
| Ministryně bytové politiky                            | Krista Kiuruová                 |        | Sociálně demokratická strana Finska | 22. června 2011 | 24. června 2014 |
| Ministr životního prostředí                           | Ville Niinistö                  |        | Zelený svaz                         | 22. června 2011 | 24. června 2014 |